# Георги Георгиев (футболист, р. 1966)
Вижте пояснителната страница за други личности с името Георги Георгиев.
Георги Георгиев (роден на 14 март 1966 г.) е български футболист, полузащитник. Емблематична фигура на Етър (Велико Търново).

## Биография
Георгиев е рекордьор на клуба по мачове и сезони за „виолетовите“ в А група. От 1985 г. до 1998 г. участва в 290 срещи в елитната дивизия и отбелязва 22 гола.
С Етър става шампион на България през сезон 1990/91, но по време на кампанията изиграва само 3 мача. Също така е двукратен бронзов медалист през 1988/89 и 1989/90. Носител на купата на БФС през 1991 и Купата на Професионалната футболна лига през 1995 г.

## Успехи
Етър
- А група:
  -  Шампион: 1990/91
  -  Бронзов медалист (2): 1988/89, 1989/90

- Купа на БФС:
  -  Носител: 1990/91

- Купа на ПФЛ:
  -  Носител: 1994/95